# Какогава
Какогава (јап. 加古川市) град је у Јапану у префектури Хјого. Према попису становништва из 2005. у граду је живело 267.103 становника.

## Становништво
Према подацима са пописа, у граду је 2005. године живело 267.103 становника.
| 1995.   | 2000.   | 2005.   |
| ------- | ------- | ------- |
| 260.567 | 266.170 | 267.103 |